# Госс, Джон
Джон Госс (англ. John Goss; 27 декабря 1800 — 10 мая 1880) — британский органист, композитор и преподаватель.

## Биография
Его отец, Джозеф Госс, был органистом в приходской церкви. С 11 лет пел в хоре мальчиков королевской капеллы. В 16 лет поступил в обучение к органисту Томасу Эттвуду (ученику Моцарта). В 1824 году занял пост органиста в церкви Святого Луки в Челси, а в 1838 г. сменил своего учителя в должности титулярного органиста Собора Святого Павла, на которой оставался до 1872 года. По случаю выхода в отставку был возведён в рыцарское достоинство. В 1876 году Кембриджский университет присвоил Госсу степень доктора музыки honoris causa.
Композиторское наследие Госса почти целиком состоит из хоровой и органной музыки, среди которой преобладают церковные сочинения (преимущественно гимны), однако значительны и светские песни. Госс также был видным музыкальным педагогом — к его ученикам принадлежат, в частности, Фредерик Хаймен Кауэн и Артур Салливан.
Похоронен на Кладбище Всех Душ.